# Étrepigney
Étrepigney település Franciaországban, Jura megyében. Lakosainak száma 432 fő (2022. január 1.). Étrepigney La Barre, La Bretenière, Chatelay, Germigney, Orchamps, Our, Plumont és Rans községekkel határos.

## Népesség
A település népességének változása:
| Lakosok száma | 279  | 297  | 321  | 379  | 424  | 423  | 430  | 427  | 432  | 432  |
|               | 1968 | 1982 | 1990 | 2006 | 2013 | 2015 | 2017 | 2019 | 2020 | 2022 |